# فلات روك (كارولاينا الشمالية)
فلات روك (بالإنجليزية: Flat Rock, Henderson County, North Carolina)‏ هي قرية تقع في الولايات المتحدة في مقاطعة هينديرسون، كارولاينا الشمالية. يقدر عدد سكانها بـ 3,114 نسمة ومساحتها 20.6 كم2 و وترتفع عن سطح البحر 672 متر.

## التركيبة السكانية
حدّد مكتب تعداد الولايات المتحدة بيانات التركيبة السكانية لفلات روك في تعداد الولايات المتحدة. في ما يلي، التركيبة السكانية حسب تعدادي 2000 و2010.

### تعداد عام 2000
بلغ عدد سكان فلات روك 2,565 نسمة بحسب تعداد عام 2000، وبلغ عدد الأسر 1,169 أسرة وعدد العائلات 938 عائلة مقيمة في القرية. في حين سجلت الكثافة السكانية 120.4 نسمة لكل كيلومتر مربع (311.8/ميل2). وبلغ عدد الوحدات السكنية 1,459 وحدة بمتوسط كثافة قدره 68.5 لكل كيلومتر مربع (177.4/ميل2).
وتوزع التركيب العرقي للقرية بنسبة 98.83% من البيض و0.47% من الأمريكيين الأفارقة و0.04% من الأمريكيين الأصليين و0.12% من الأمريكيين ذوي الأصول الآسيوية و0.04% من الأعراق الأخرى و0.51% من عرقين مختلطين أو أكثر و1.17% من الهسبانيون أو اللاتينيون من أي عرق.
بلغ عدد الأسر 1,169 أسرة كانت نسبة 15.9% منها لديها أطفال تحت سن الثامنة عشر تعيش معهم، وبلغت نسبة الأزواج القاطنين مع بعضهم البعض 76.5% من أصل المجموع الكلي للأسر، ونسبة 1.8% من الأسر كان لديها معيلات من الإناث دون وجود شريك،  بينما كانت نسبة 2% من الأسر لديها معيلون من الذكور دون وجود شريكة وكانت نسبة 19.8% من غير العائلات. تألفت نسبة 18% من أصل جميع الأسر من عدة أفراد يعيشون في نفس المنزل ونسبة 10.9% كانت تتألف من شخص يعيش بمفرده يبلغ من العمر 65 عاماً أو أكثر. وبلغ متوسط حجم الأسرة المعيشية 2.19، أما متوسط حجم العائلات فبلغ 2.46.
بلغ العمر الوسطي للسكان 58.1 عاماً. وكانت نسبة 13.6% من القاطنين تحت سن الثامنة عشر، وكانت نسبة 2.3% بين الثامنة عشر والرابعة والعشرين عاماً، ونسبة 13.4% كانت واقعةً في الفئة العمرية ما بين الخامسة والعشرين والرابعة والأربعين عاماً، ونسبة 34.9% كانت ما بين الخامسة والأربعين والرابعة والستين، ونسبة 35.8% كانت ضمن فئة الخامسة والستين عاماً فما فوق. يوجد لكل 100 أنثى 99.3 ذكر، ويوجد لكل 100 أنثى في الثامنة عشر من عمرها فما فوق 95.0 ذكر.
بلغ متوسط دخل الأسرة في القرية 67,813 دولارًا، أما متوسط دخل العائلة فبلغ 81,811 دولارًا. وكان متوسط دخل الذكور 55,263 دولارًا مقابل 34,375 دولارًا للإناث. وسجل دخل الفرد الخاص بالقرية 42,222 دولارًا. وكانت نسبة 0.3% من العائلات ونسبة 1.5% من السكان تحت خط الفقر، وكان من هؤلاء نسبة 0% تحت سن الثامنة عشر ونسبة 2.5% في الخامسة والستين من العمر وما فوق.

### تعداد عام 2010
بلغ عدد سكان فلات روك 3,114 نسمة بحسب تعداد عام 2010، وبلغ عدد الأسر 1,511 أسرة وعدد العائلات 1,122 عائلة مقيمة في القرية. في حين سجلت الكثافة السكانية 146.1 نسمة لكل كيلومتر مربع (378.4/ميل2). وبلغ عدد الوحدات السكنية 2,150 وحدة بمتوسط كثافة قدره 100.9 لكل كيلومتر مربع (261.3/ميل2).
وتوزع التركيب العرقي للقرية بنسبة 98.23% من البيض و0.42% من الأمريكيين الأفارقة و0.16% من الأمريكيين الأصليين و0.35% من الأمريكيين ذوي الأصول الآسيوية و0.06% من الأعراق الأخرى و0.77% من عرقين مختلطين أو أكثر و1.16% من الهسبانيون أو اللاتينيون من أي عرق.
بلغ عدد الأسر 1,511 أسرة كانت نسبة 11.3% منها لديها أطفال تحت سن الثامنة عشر تعيش معهم، وبلغت نسبة الأزواج القاطنين مع بعضهم البعض 69.6% من أصل المجموع الكلي للأسر، ونسبة 3.4% من الأسر كان لديها معيلات من الإناث دون وجود شريك،  بينما كانت نسبة 1.3% من الأسر لديها معيلون من الذكور دون وجود شريكة وكانت نسبة 25.7% من غير العائلات. تألفت نسبة 23% من أصل جميع الأسر من عدة أفراد يعيشون في نفس المنزل ونسبة 15.4% كانت تتألف من شخص يعيش بمفرده يبلغ من العمر 65 عاماً أو أكثر. وبلغ متوسط حجم الأسرة المعيشية 2.06، أما متوسط حجم العائلات فبلغ 2.37.
بلغ العمر الوسطي للسكان 64.0 عاماً. وكانت نسبة 10.1% من القاطنين تحت سن الثامنة عشر، وكانت نسبة 2.5% بين الثامنة عشر والرابعة والعشرين عاماً، ونسبة 8.4% كانت واقعةً في الفئة العمرية ما بين الخامسة والعشرين والرابعة والأربعين عاماً، ونسبة 31.2% كانت ما بين الخامسة والأربعين والرابعة والستين، ونسبة 47.7% كانت ضمن فئة الخامسة والستين عاماً فما فوق. وتوزع التركيب الجنسي للسكان بنسبة 48% ذكور و52% إناث.